# Theatergeschichte in Asien
Während das Theater des Westens unter dem Gesetz des Stilwandels steht und neue Formen rasch aufgenommen werden, hielt das asiatische Theater seit Jahrhunderten an etablierten Formen fest. Charakteristisch ist, dass in vielen Genres von Anfang an die Körpersprache eindeutig Vorrang vor dem gesprochenen Wort hatte. Die westliche Trennung zwischen Körper und Geist ist sowohl im Schamanismus als auch im hinduistischen und buddhistischen Süd- und Südostasiens unbekannt; auch der Körper ist hier in der Lage, Geister und Götter anzurufen. So spielt im indischen Theater die Handgeste (Mudra) eine bedeutende Rolle, und in den meisten indischen Sprachen sind die Worte für Tanz und Drama identisch. Irgendwann löst sich das Theater vom Ritual, wenn die Zuschauer wissen, dass es sich nicht um eine reale Geisterbeschwörung handelt. Doch sind aus dem Animismus oder Schamanismus bekannte Elemente wie etwa die Tierbewegungen oder der Trance-Tanz noch heute im asiatischen Theater erhalten.

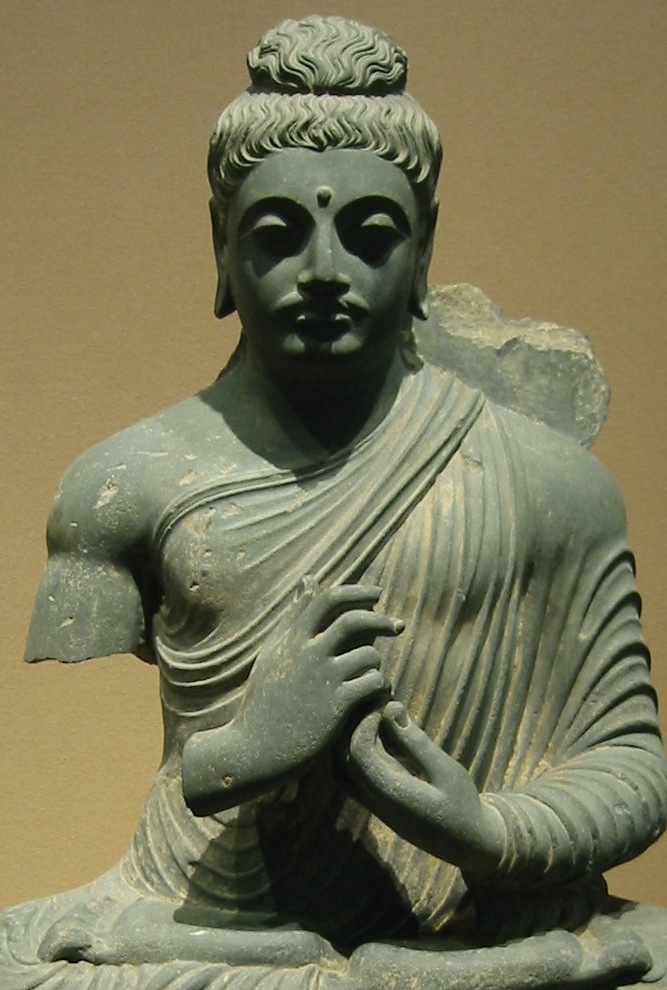
Vajramuda, die Geste des Wissens

Auch wenn der Sinn der rituellen Tänze sich allmählich verflüchtigte, orientierte man sich doch streng an traditionellen Themen, Figuren und Aufführungspraxis und ließ nur geringe Variationen zu, was auf die seit über 1000 Jahren bestehende religiöse Kontinuität bzw. den religiösen Synkretismus in vielen Regionen zurückzuführen ist, die auch durch die islamische Eroberung oder andere konkurrierende Ideologien oder Reformbewegungen nie vollständig zerstört wurden. Das änderte sich erst im 20. Jahrhundert vor allem in China, aber auch in Indonesien oder Malaysia. Doch vor allem der Wettlauf mit den modernen Medien ist es, durch den die Tradition heute schnell an Boden verliert und z. T. nur noch an wenigen Orten und vorwiegend für Touristen gepflegt wird. So finden sich heute nur noch wenige Laien, die bereit sind, das erforderliche lange Training zu absolvieren. Viele dieser Stücke und Tänze gehören heute zum UNESCO-Weltkulturerbe.

## China

### Kaiserreich
Am Hofe des Kaisers von China zur Zeit der Tang-Dynastie war bereits im 8. Jahrhundert eine große Schauspielertruppe engagiert. Hier verschmolzen Rituale und Tanzformen der Nomaden aus Zentral- und Nordasien mit buddhistischen Einflüssen aus Indien und Südostasien und verbreiteten sich dann weiter über Korea bis nach Japan. Auch einzelne Beispiele von Theaterstücken aus dieser Zeit sind bekannt.

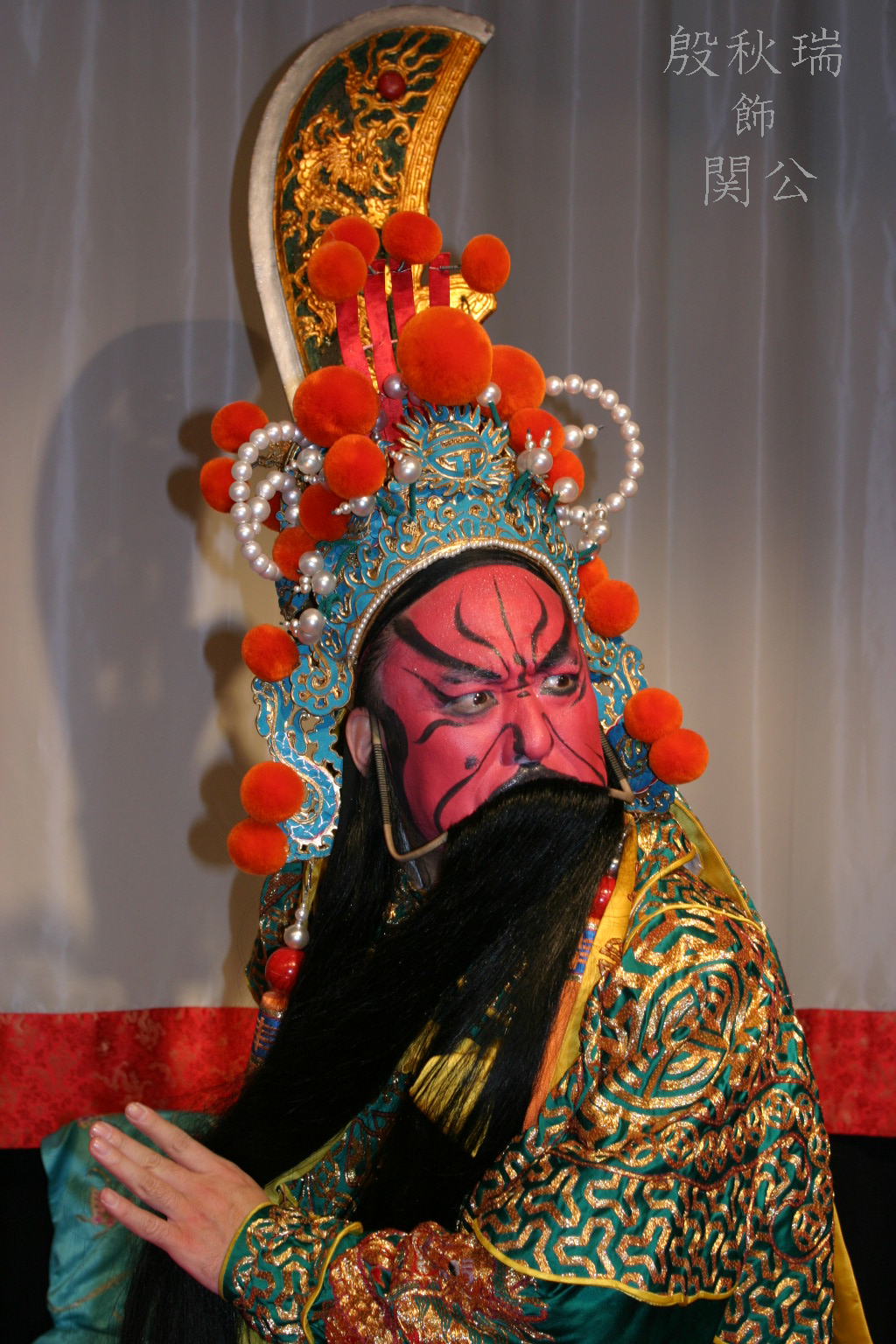
Peking-Oper in Guandong (2011)

Einen ersten Höhepunkt der dramatischen Dichtung in China bilden die Stücke des 13. und 14. Jahrhunderts, also gerade zur Zeit der Mongolenherrschaft unter der Yuan-Dynastie. Dazu gehören z. B. Das Dou E zugefügte Unrecht, das Himmel und Erde berührte des äußerst produktiven Dramatikers Guan Hanqing (Kuan Han-ch’ing), das immer wieder verändert und im 20. Jahrhundert mehrfach verfilmt und als Oper vertont wurde, oder Der Kreidekreis von Li Xingdao (Li Hsing-tao), der durch Bearbeitungen im 19. und 20. Jahrhundert auch in Europa bekannt wurde. Chinesische Theaterstücke standen und stehen oft unter dem Einfluss der Morallehre von Konfuzius: Helden und ihre Taten werden verehrt, Verrat oder Untreue bestraft, gefordert wird Ehrfurcht vor Eltern und Lehrern. Die Selbstgerechtigkeit der angeblich unkorrumpierbaren, selbstgerechten Beamten wird oft ironisch hinterfragt, so z. B. in dem anonymen Stück Richter Bao untersucht den Reisverkauf in Chenzhou. Die meisten der etwa 100 aus dieser Epoche überlieferten „Mongolendramen“ (Zaju) verbinden Gesang, Deklamation, Dialog, grobe Späße, Pantomime, Tanz und Akrobatik, wobei die komödiantische Komponente überwog.
Auf einer volkstümlicheren Ebene entwickelten sich das Chinesische Puppentheater und als Sonderform das chinesische Schattentheater (píyǐngxì, 皮影戏). Als dessen Hauptstadt gilt Lingyuan in der Provinz Liaoning gilt, wo 250 Stücke gespielt wurden. Zu Beginn des 19. Jahrhunderts entwickelte sich (zunächst in der Provinz, nicht in Peking) neben anderen regionalen Stilen die reich kostümierte Peking-Oper, die Mythen der Vorzeit und der Kaiserzeit mit einer Vielfalt künstlerischer und Kampftechniken illustrierte.

### Republik und Volksrepublik
Seit der Bewegung des vierten Mai 1919 erfuhr das chinesische Theater unter europäischem Einfluss grundlegende Innovationen. Insbesondere wurden moderne Formen des Musicals (geju, 歌剧) zusätzlich zur traditionellen Oper (xiqu) populär. Außerdem wurde das westliche reine Sprechtheater oder Drama (huaju, 话剧) verbreitet. In den politischen Wirren und Umstürzen des 20. Jahrhunderts versuchten politische Führer immer wieder, das Theater für ihre Zwecke zu nutzen und eine neue Kultur zu schaffen. Daher trägt das chinesische Theater oft Interventionscharakter.
Ein wichtiger moderner Autor ist Lin Zhaohua (* 1936), dessen zahlreiche Arbeiten (vor allem als Regisseur am Beijing People's Art Theatre) zwischen experimenteller Avantgarde und Realismus stehen. Seine Werke Signal Alarm (1982), Bus stop (1983) und Wild Men (1985) markieren den Beginn des chinesischen Experimentaltheaters. Der Held seines historischen Stücks „Der Attentäter“ steht bis heute für die Folgen blinder Loyalität. Lin Zhaohua inszenierte auch Musicals wie Amadeus.
Seit 1989 dominiert ein kommerzielles Mainstreamtheater mit teils nationalistischen Stücken. In den Nischen behaupten sich vielfältige Formen des Sprech-, Tanz- und Dokumentartheaters.

## Japan
Die Ursprünge des japanischen Theaters gehen auf magische Rituale und kultische Feste der vorbuddhistischen Periode zurück. Im 7. Jahrhundert gelangten entscheidende Impulse aus der höfischen chinesischen Kultur mit chinesischen, mandschurischen und koreanischen Einwanderern und dem Buddhismus nach Japan. Komagaku hieß der Tanz aus der Mandschurei und Korea, der mit Blas- und Perkussionsinstrumenten orchestriert wurde, Togaku hieß die chinesische und indische Tradition, bei der auch Saiteninstrumente benutzt wurden. Am Hof von Kyoto entwickelte sich der Maskentanz Bugaku, der zwar im 13. Jahrhundert mit dem Erstarken der Samurai an Bedeutung verlor, aber bis nach dem Zweiten Weltkrieg von der Aristokratie abseits der Öffentlichkeit weitergepflegt wurde.

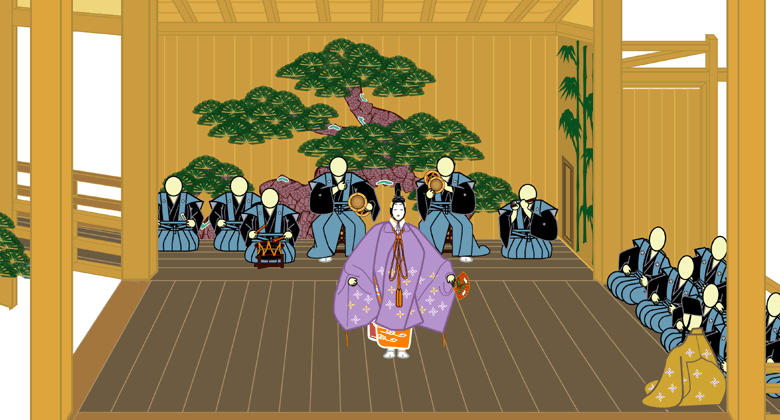
Positionen der Darsteller beim Nō-Spiel: Hauptakteur mit Maske und Fächer, zweiter Schauspieler rechts vorn, Chor sitzt rechts, Orchester im Hintergrund

Zeami Motokiyo und andere entwickelten im 15. Jahrhundert aus den pantomimisch-tänzerischen Kultdarstellungen eine lyrisch-melodramatische Theaterform nach chinesischem Vorbild, das vom Buddhismus geprägte Nō-Spiel. Das Nō-Theater ist eine streng stilisierte Kunstform, die seit vielen Generationen mit großer Ernsthaftigkeit betrieben wird. Sie macht enge Vorgaben für Maske, Ausdrucksform und Orchestrierung der Aufführung sowie für den Bühnenraum, die bis heute gelten. Hauptfiguren sind ein maskierter Spieler und ein unmaskierter Gegenspieler. Daneben existiert die komische Form des Kyōgen mit geschminkten Figuren ohne Maske, die ursprünglich in den Pausen des Nō-Spiels aufgeführt wurde.

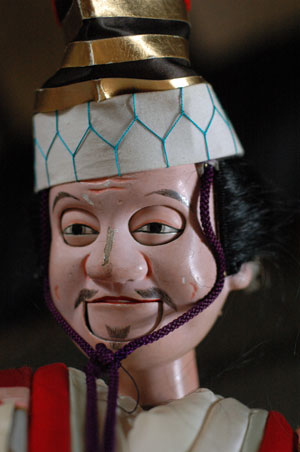
Bunjaki-Puppenkopf

Seit dem frühen 17. Jahrhundert entwickelte sich das säkulare Kabuki mit teils erotisch aufgeladener Gestik und Improvisation. Frauen wurden dabei anfangs zugelassen, später jedoch meist von Männern gespielt. Ähnliche Themen behandelt das in Osaka beheimatete Figurentheater Bunraku mit fast lebensgroßen Figuren und komplizierter, von je drei Spielern zu bedienender Mechanik, das im 19. Jahrhundert vom Kabuki verdrängt wurde, aber zum immateriellen Weltkulturerbe gehört.
Bereits seit 1758 wird die Drehbühne eingesetzt. In der Meiji-Zeit seit 1868 und im 20. Jahrhundert machten sich zunehmend europäische Einflüsse bemerkbar. 1907 gründete Osanai Kaoru in Tokio das Freie Theater und machte die Stücke von Henrik Ibsen in Japan bekannt.
Nach dem Zweiten Weltkrieg entstand ein Tanztheater mit grell geschminkten Tänzern, das an den deutschen Ausdruckstanz anknüpfte, aber auch als Reaktion gegen die westlichen Kulturimporte anzusehen ist. In den 1950er Jahren wurde das Nō-Theater auch im Westen entdeckt.
Seit den 1980er Jahren haben sich das experimentelle und das Amateurtheater entwickelt.
Wichtige Autoren waren:
- Chikamatsu Monzaemon (1653–1725), Bunraku- und Kabuki-Autor
- Takeda Izumo († 1747, Stücke: Die Dorfschule, Die 47 Getreuen)
- Yukio Mishima (1925–1970, Stücke: Die hundertste Nacht, Die getauschten Fächer, Fünf moderne Nō-Spiele)
- Shimako Murai (1928–2018), Schauspielerin und Autorin

## Korea

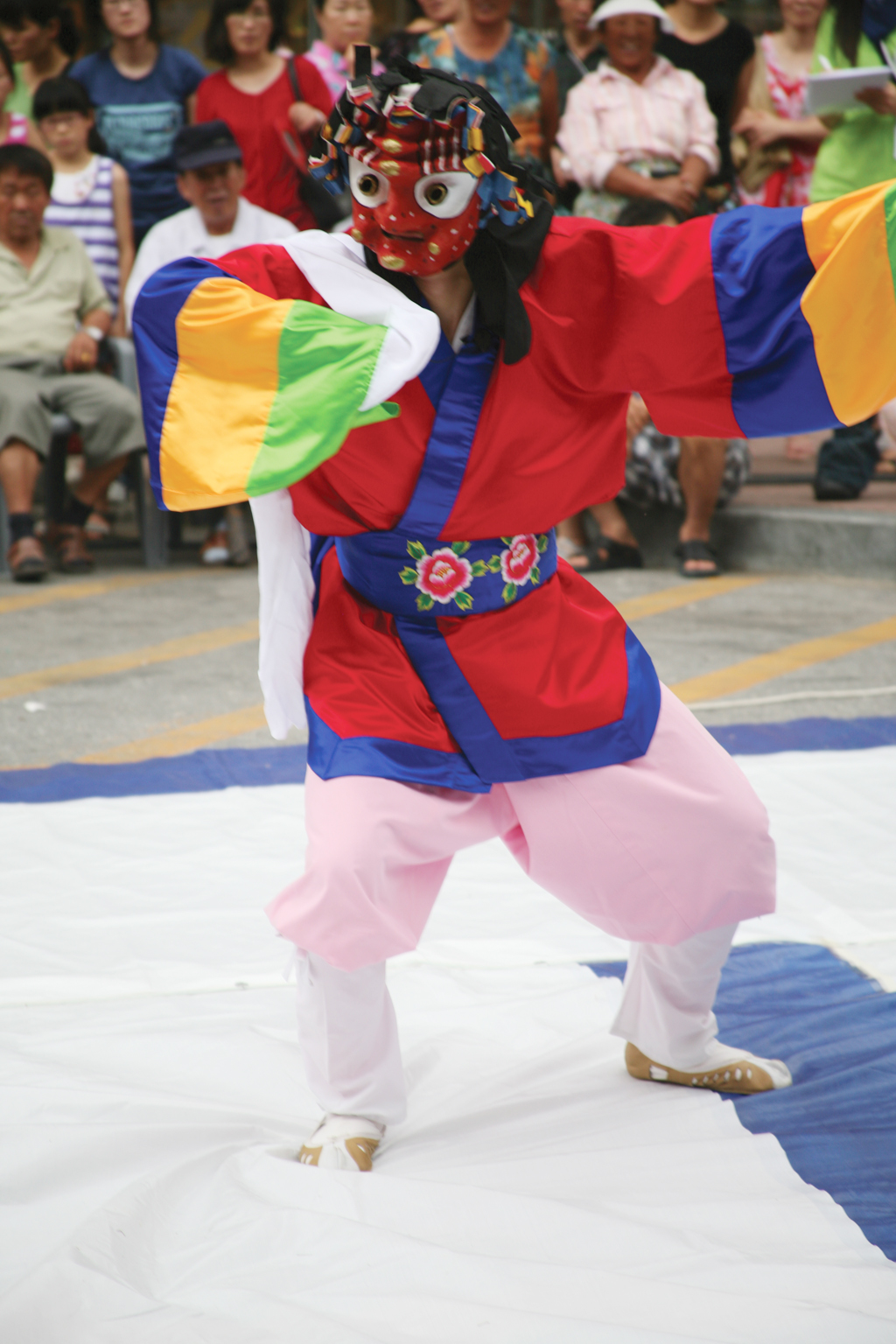
Koreanische Talchum

Die frühen koreanische „Theater“aufführungen hatte keine eigentliche Handlung; es handelte sich meist um Tänze, die noch schamanistische Einflüsse zeigen wie der Maskentanz Talchum oder auf Feiern nach den Ritualen zurückgehen. Andere Autoren vermuten, dass der Maskentanz aus Japan importiert wurde. Seit dem 7. Jahrhundert förderte der chinesische Einfluss die Entwicklung der darstellenden Künste in Korea am Hofe. Der seit dem 10. Jahrhundert dominierende Buddhismus führte zu immer prächtigeren und extravaganten Aufführungsformen. Die Bühnen waren bis zu 15 Meter hoch und mit Hunderten Musikern besetzt, was durch die Zwangsarbeit vieler Handwerker und Künstler erkauft wurde. Der Buddhismus ließ allerdings die schamanistische und konfuzianische Tradition bestehen. Seit dem 14. Jahrhundert verbreitete sich das Maskentheater als spielerische Ausdrucksform der Konflikts zwischen Dörfern, wobei es in Abhängigkeit von lokalen Patronen geriet. Wohl im 17. Jahrhundert entwickelte sich die Form des (Pansori), epischer, teils improvisierter und satirischer Erzählungen und Gesänge als Ausdrucksform der unteren Klassen, die bei der Aristokratie verpönt war. Außerdem gab es zirkusartige Performances, die im Freien aufgeführt wurden. In die volkstümlichen Aufführungen mischte sich seit dem 17. Jahrhundert auch zunehmende Kritik an der konfuzianischen Gelehrsamkeit. Seit dem 19. Jahrhundert differenzierte sich das Maskentheater kleinräumlich; die lokalen Schauspielertruppen hüteten eifersüchtig ihre Techniken und Kunstformen.

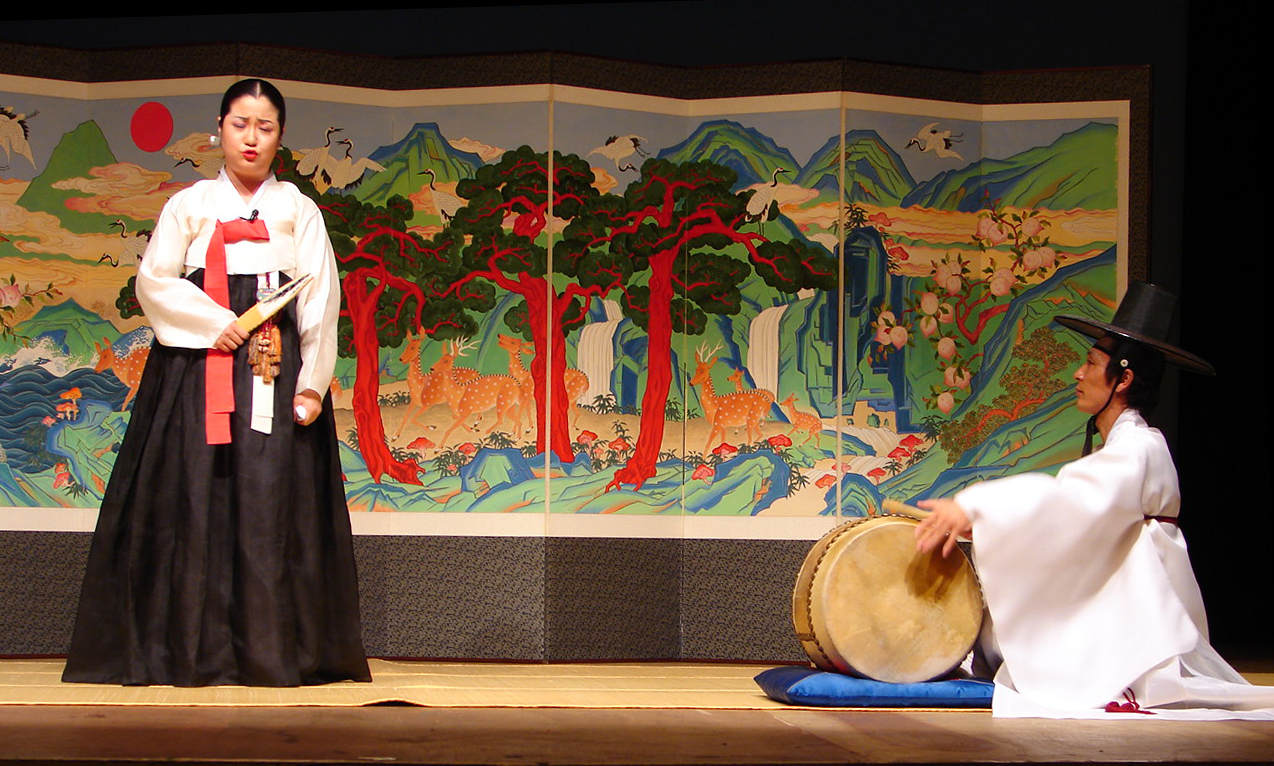
Pansori-Aufführung im Kulturzentrum Busan

Um die Wende zum 20. Jahrhundert gelangten europäische Varietéstücke nach Korea. Das erste moderne Theater, das Hyopyul-sa, wurde 1902 eröffnet. Hier führten Sänger und Trommler Pansori auf. Während der japanischen Kolonialherrschaft von 1910 bis 1945 näherte sich das neu entstandene koreanische Theater dem Westen und versuchte sich dadurch von dem japanischen kolonialen Einfluss zu befreien. Allerdings war die Diskrepanz zwischen dem Geschehen auf der Bühne und der sozialen Realität groß.
Seit den 1960er Jahren entwickelte sich im heutigen Südkorea das Madang-Theater (Madangguk), eine politisierte Form des Theaters, das sich an ältere Formen des Maskentheaters anlehnt. Im Madangguk fanden die studentischen Proteste gegen die autoritäre Regierung einen Ausdruck, aber auch der Widerstand gegen die Globalisierung und den amerikanischen Neokolonialismus.
Brecht wurde aus politischen Gründen spät rezipiert. Meistgespielter westlicher Autor ist Shakespeare. Heute wird verstärkt auf die einheimische Theatertradition zurückgegriffen. Im Seouler Stadtteil Daehangno (Daehakro) ist seit den 1980er Jahren eine lebendige und innovative unabhängige Theater- und Musicalszene entstanden.

## Indien

### Das Sanskrit-Theater
Die Theaterkultur Indiens ist eine der ältesten und vielseitigsten der Erde. Erste Ansätze sind bereits in der vedischen Literatur (1500 v. Chr.-500 v. Chr.) in Form von Puppentheaterszenen aus dem Alltag zu finden. Später fanden Aufführungen vor allem als Schatten- oder als Puppenspiele statt.
Die Entstehung des Sanskrit-Theaters aus dem Ritual ist immer noch nicht ganz geklärt. Rituelle Elemente blieben vor allem im Prolog zu den Stücken enthalten. Das klassische Sanskrit-Theater mit Schauspielern entstand vermutlich spätestens im 2. Jahrhundert. Aus dieser Zeit sind die ersten Stücke überliefert; viele Stücke wurden jedoch erst im 20. Jahrhundert wiederentdeckt. Das klassische Theater bearbeitete v. a. Stoffe aus der indischen Epik, die später durch volkstümliche Stoffzyklen und realistischere Darstellungsweisen erweitert wurden. Die ältesten erhaltenen Sanskrit-Theaterdichtungen sind die Fragmente von drei Schauspielen des buddhistischen Dichters Ashvaghosha († um 150 n. Chr.). Das Stück Abhiyanashakuntala des Kalidasa (um 500) wurde 1789 als erstes indisches Schauspiel in Europa bekannt. Das Malatimadhava des gelehrten Autors Bhavabhuti (8. Jahrhundert) vereinbart Erotik und Horror in einzigartiger Weise.

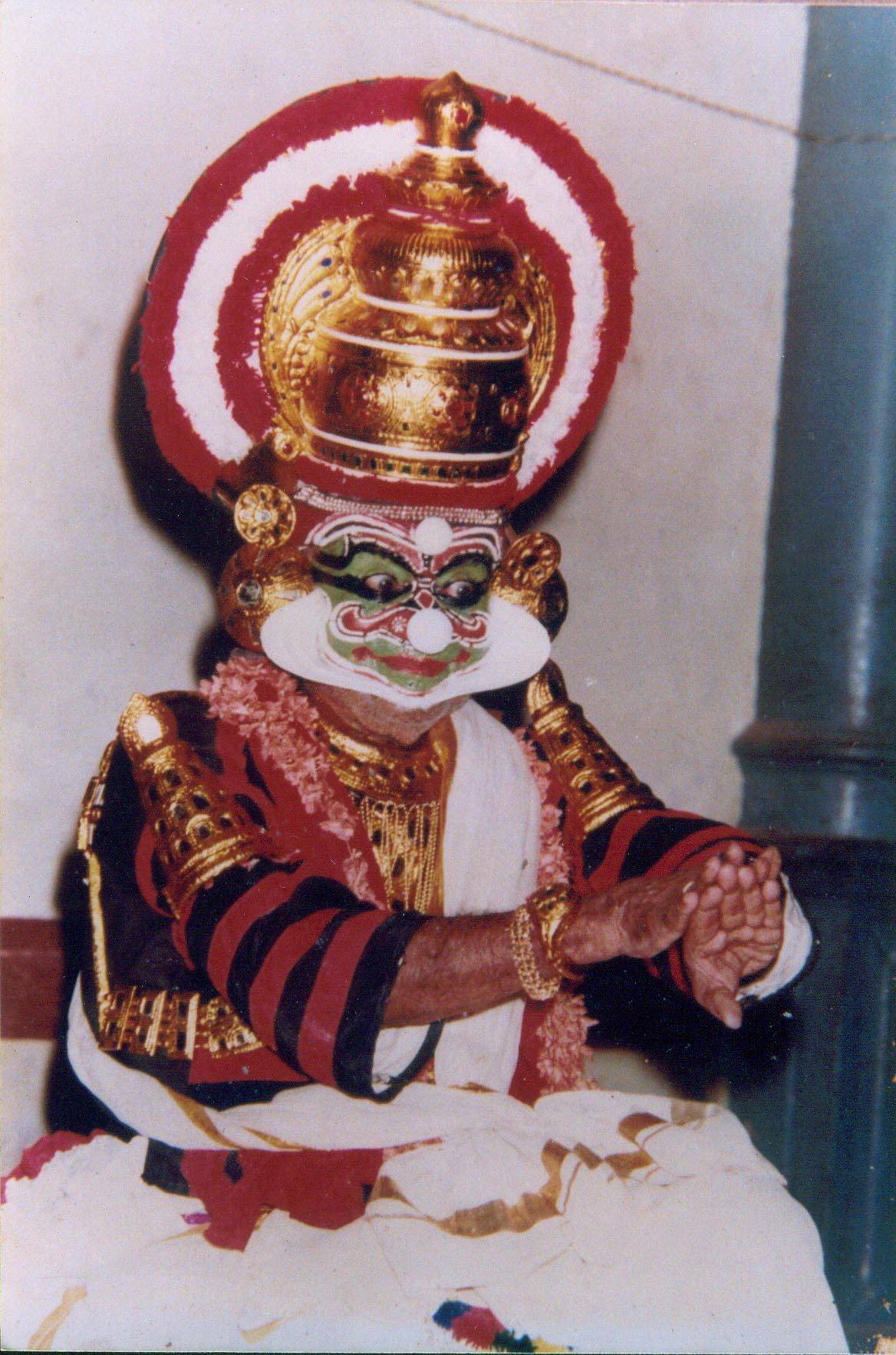
Mani Madhava Chakyar als Dämonenkönig Ravana in einer Kutiyattam-Aufführung

Das klassische indische Theater bediente sich zunehmend der volkstümlicheren Prakrit-Dialekte und blieb bis in die Gegenwart lebendig. Es wurde und wird vom Dialog getragen, weniger von der Handlung; hinzu kamen Musik, Tanz und die Rezitation von Gedichten. Es beeinflusste das Theater in großen Teilen Süd- und Südostasiens, aber auch Goethe und die deutsche Romantik. Auch die Entstehung einer Theatertheorie ist mit dem Sanskrit-Theater verbunden: Das Natyashastra ist das älteste literarische Zeugnis dieser Theorie, das in 6000 Versen die Kunst und die Ästhetik des Schauspiels in enzyklopädischer Form behandelt. Es wurde um das Jahr 200 kompiliert, geht aber auf frühere Texte zurück und enthält die Lehre von den Rasas („Saft“, „Geschmack“), d. h. von der emotionalen Färbung des Stückes (Liebe, Wut, Humor, Pathos usw.), die mit optischen Farben korrespondiert und durch die beim Zuschauer bestimmte Stimmungen ausgelöst wird.

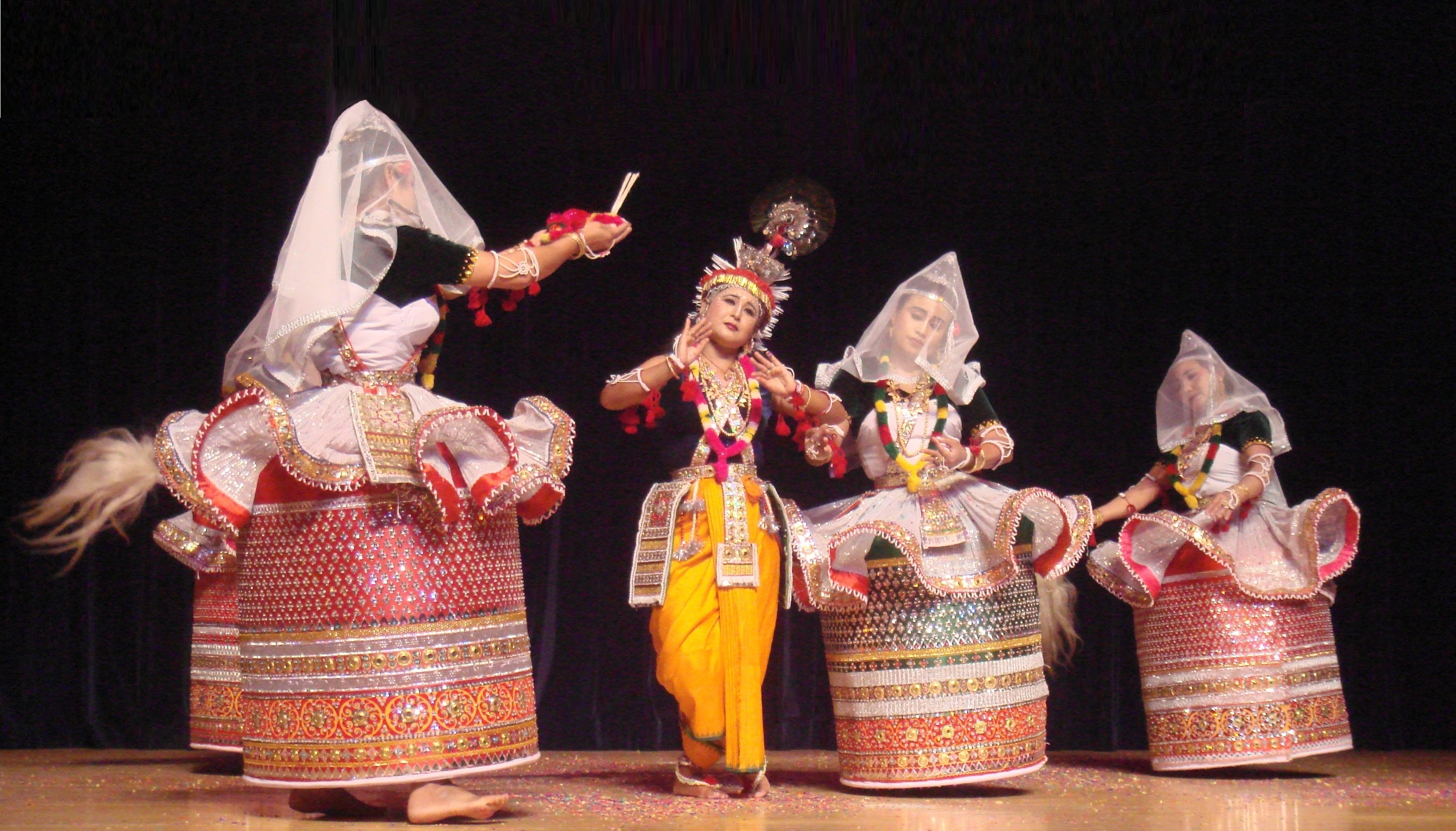
Raslila-Tänzerinnen im Manipuri-Stil

Aus dem klassischen Drama entwickelten sich verschiedene Genres. Das Nataka (Tanzspiel) bevorzugt epische Stoffe, während das Prakarana aus den schöpferischen Phantasie des Autors entstand. Bei beiden handelt es sich um Komödie; das echte Drama oder gar die Tragödie fehlen in Indien – der Held des Stückes darf nicht untergehen. Eine wichtige Form ist das mehrtägige Volkstheater Ramlila und Raslila zur Verehrung Ramas, Krishnas und anderer Götter an Festtagen, das von unter 14-jährigen Junfen gespielt wird und in das die Zuschauer einbezogen werden. Regionale Varianten, die in den Regionalsprachen aufgeführt werden, sind das alte südindische Sanskrit-Theater Kutiyattam, eine alte Form des Tempeltheaters, in der ein Narr die Handlung improvisierend kommentiert und das sich kaum verändert in Kerala erhalten hat, sowie das von traditionellen Instrumenten begleitete assamesische Ankia Naat zur Verehrung Krishnas, das im 16. Jahrhundert entstand und viele erklärende Partien für die in Assam damals zahlreichen Analphabeten enthielt. Am Hof der Könige von Travancore wurde seit dem 16./17. Jahrhundert das traditionelle Gesang- und Tanzdrama (Kathakali) in der süddrawidischen Malayalam-Sprache gepflegt.

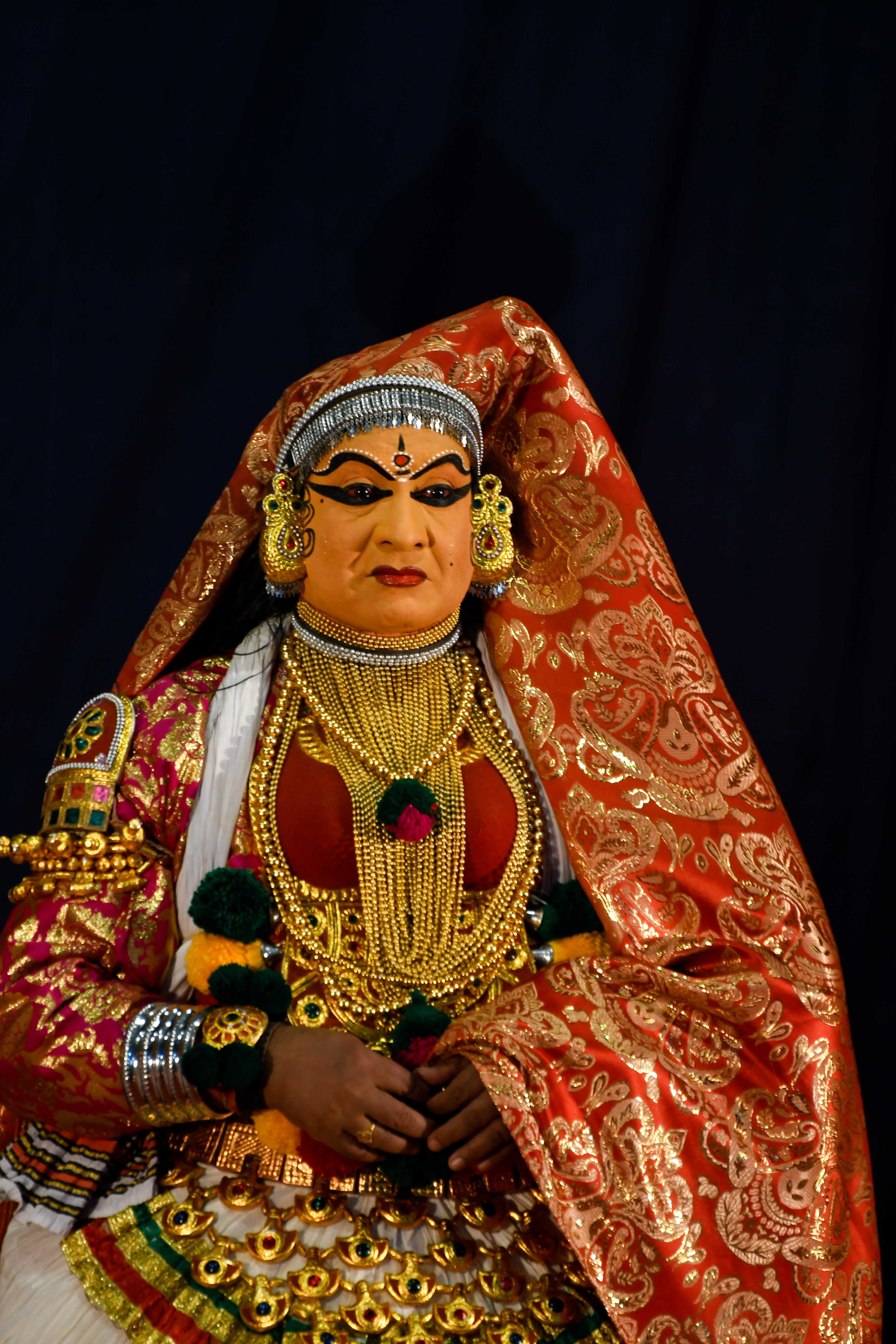
Minukka, eine weibliche Rolle beim Kathakali

Bekannte Autoren des Sanskrit-Theaters waren:
- Bhāsa, Autor des ersten überlieferten Theaterstücks in Sanskrit (1./2. Jahrhundert?)
- Asvaghosa, erster buddhistischer Dramatiker (2. Jahrhundert) im Kuschana-Reich
- Kalidasa, bedeutender Hofdichter des frühen 5. Jahrhunderts, Hauptvertreter des klassischen Sanskrit-Theaters, Stücke: Shakuntala nach Texten aus Mahabharata, Urvashi nach Texten aus der Veda
- Bhavabhuti (7. oder 8. Jahrhundert), Stücke: Mahaviracarita (Das Leben des großen Helden), Malatimadhava (Malati und Madhava)

### Neuzeit
In der Kolonialzeit entwickelte sich unter englischem Einfluss ein bürgerliches Theater, das in Theatersälen europäischen Stils aufgeführt wird. Mitte des 19. Jahrhunderts begannen reiche Bengalis, die mit dem britischen Theater nicht zufrieden waren, Privattheater einzurichten und Stücke zu schreiben, die allerdings zensiert wurden. Als erstes modernes Theaterstück in Urdu gilt Inder Sabha von Agha Hasan Amanat, der für den Fürsten von Lucknow arbeitete.
Das indische Volkstheater in säkularen und religiösen Varianten hat im Lauf der Jahrhunderte regionalsprachliche Varianten entwickelt, die sich in ihrer jeweiligen Region trotz Film und Fernsehen auch heute großer Beliebtheit erfreuen (z. B. das Maskentheater Yakshagana im südindischen Karnataka, das Tanztheater Tamasha in Maharashtra, Bhavai in Gujarat, Nautanki in Uttar Pradesh und die religiösen Wagenumzüge und Prozessionen vom Typ des Jatra in Bengalen, Orissa oder Nepal).
Bis in die 1960er Jahre orientierte sich das moderne Autorentheater immer stärker an westlichen Vorbildern. Danach machte das Kino dem Theater vor allem in Mumbai und Kolkata Konkurrenz. Seit den 1970er Jahren setzte jedoch ein Aufschwung des experimentellen und Straßentheaters mit sozialen und politischen Themen ein, dessen Wurzeln teils auf die Aufstandbewegung gegen die Engländer zurückgehen. Doch sind auch noch Formen des Theaters mit religiösem und rituellem Hintergrund lebendig, die auf der Straße mit mobilen Bühnen oder Vorhängen aufgeführt werden wie das Raslila.
Wichtige Autoren der Neuzeit waren:
- Rabindranath Thakur (1861–1941), Stücke: Chitra, Das Postamt, Der König der dunklen Kammer
- Badal Sakar (1925–2011), ein Pionier des Straßentheaters, der auch als Stadtplaner in Nigeria und England arbeitete, schrieb in Bengali und wurde durch Ebong Indrajit (Auch Indrajit, 1963) bekannt.
- Safdar Hashmi, ein Pionier des politischen Straßentheaters, ermordet 1989

## Sri Lanka
Auch in Sri Lanka sind Tanz und Theater untrennbar miteinander verbunden. Man unterscheidet drei Kulturregionen: das Hochland auf dem Gebiet des alten Königreichs Kandy, das den nationalen Stil prägt, das Tiefland und die dazwischenliegende Region. Die ältesten Traditionen basieren auf religiösen Ritualen, z. B. auf Exorzismen. Oft werden die Vorführungen von Perkussionsinstrumenten begleitet. Das Maskentheater (kolam) der Südwestküste, das vermutlich auf animistischen Traditionen beruht und nur von Männern ausgeführt wird, und das Marionettentheater (rukada) des 18. Jahrhunderts werden derzeit wiederbelebt. Das Repertoire des Marionettentheaters stammt meist aus Indien.

## Indonesien

### Traditionelles Theater

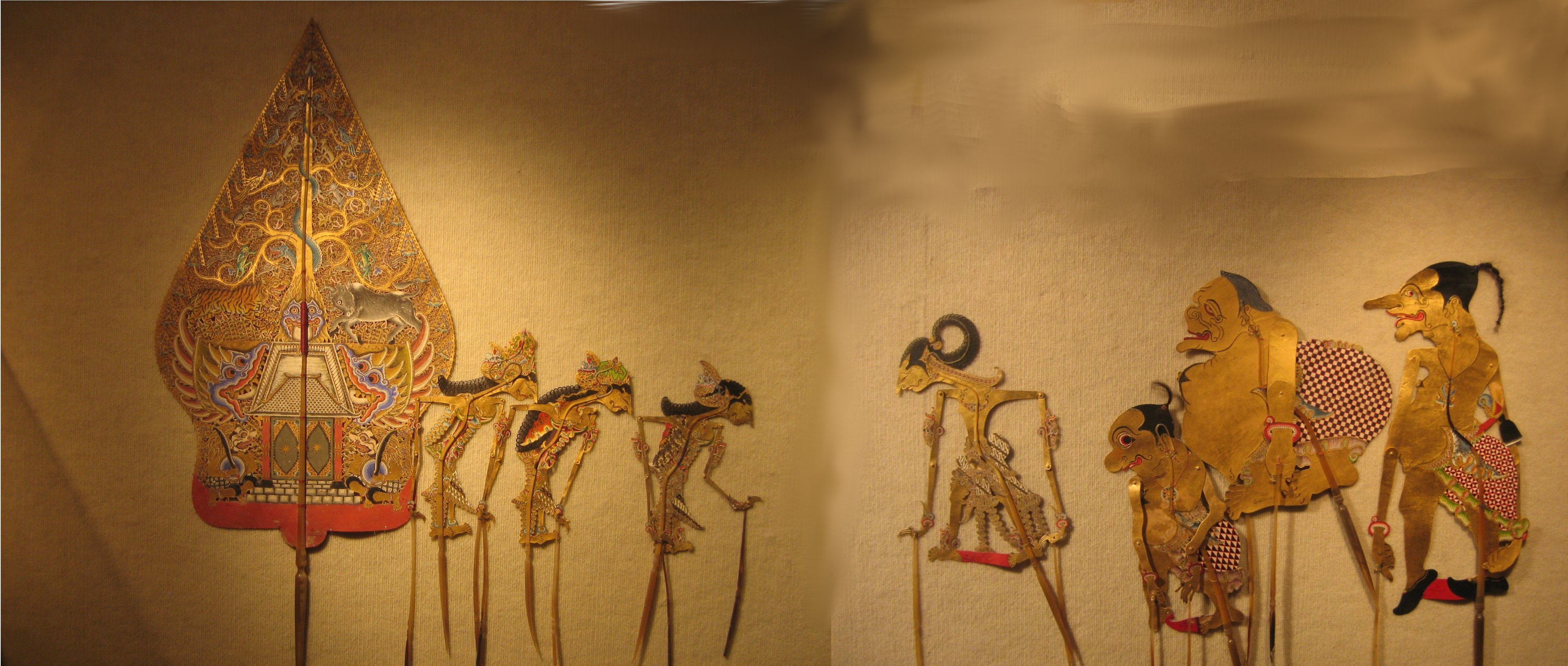
Wayang-Puppen aus Zentraljava: Szene aus Irawans Hochzeit, eine Figur aus Mahabharata. Mitte des 20. Jahrhunderts

Das traditionelle indonesische Theater, in dem Tanz, Schauspiel und Musik meist eng verbunden sind, zeichnet sich durch zahlreiche lokale Varianten aus: In Bali wurden Gambuh, Sanghyang und Topeng gepflegt, in Java dominierten Ketoprak und Ludruk, auf Sumatra der Bangsawan und auf den Sundainseln der Sandiwara. Tari Topeng ist ein wohl schon seit dem 9. Jahrhundert bezeugter Maskentanz, der sich im 15. Jahrhundert auf Java, Bali und Madura zu den heutigen Formen mit Gesang und Ensemblebegleitung entwickelte. Doch ist der in Java verbreitete Wayang die bei weitem bekannteste Form. Es handelt sich dabei um eine Kombination von Puppenspiel und Schauspiel mit Improvisation, Tanz und Musik, die ihren Ursprung in animistischen Lokalreligionen hatte, aber von den frühen indonesischen Hindupriestern als Instrument der Bekehrung genutzt wurde. Beim Wayang golek der Sundainseln werden Puppen auf Holzstöcken verwendet. Die starke Stilisierung der Figuren beim Schattenspiel Walang kulit mit seinen vogelkopfartigen zweidimensionalen Lederfiguren stellt einen Kompromiss mit dem islamischen Bilderverbot dar.

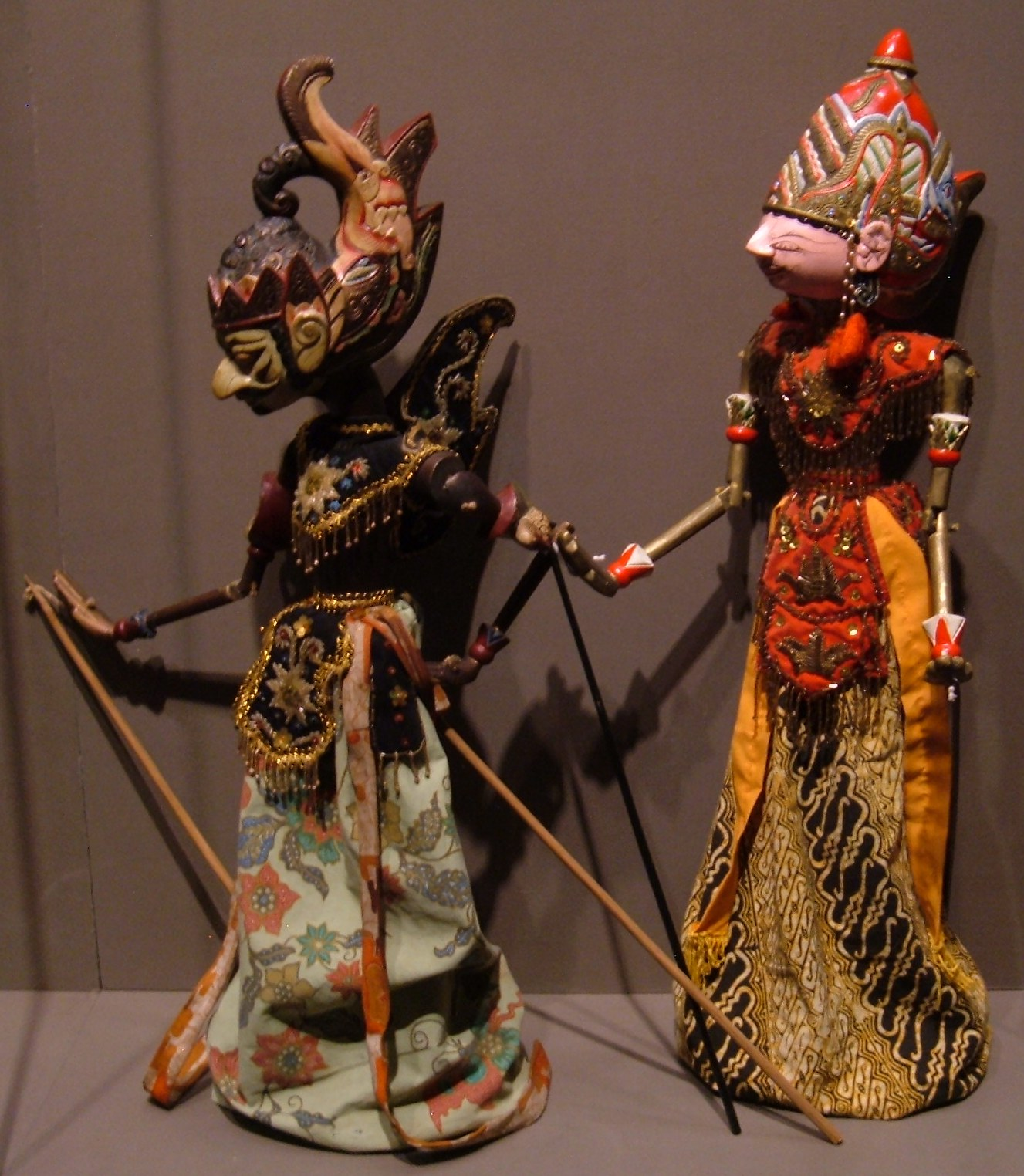
Wayang golek-Figuren

Wichtig ist im Wayang kulit oder Wayang golek vor allem der Puppenspieler (Dalang): Er ist Bühnenarbeiter, Schauspieler, Imitator, Orchesterdirigent, Historiker, Berater, Komödiant und Erzähler und erweckt die alten Themen aus Ramayana und Mahabharata, die den Zuschauern bekannt sind, zu neuem Leben. Vor Beginn, bei Szenenwechsel und am Ende der Vorführung zeigt er traditionellerweise das Gunungan, ein Symbol des Weltenbaums, das es den Göttern und Ahnen ermöglicht, während der Vorführung symbolisch präsent zu sein. Wayang kulit wurde 2003 von der UNESCO zum Weltkulturerbe erklärt.

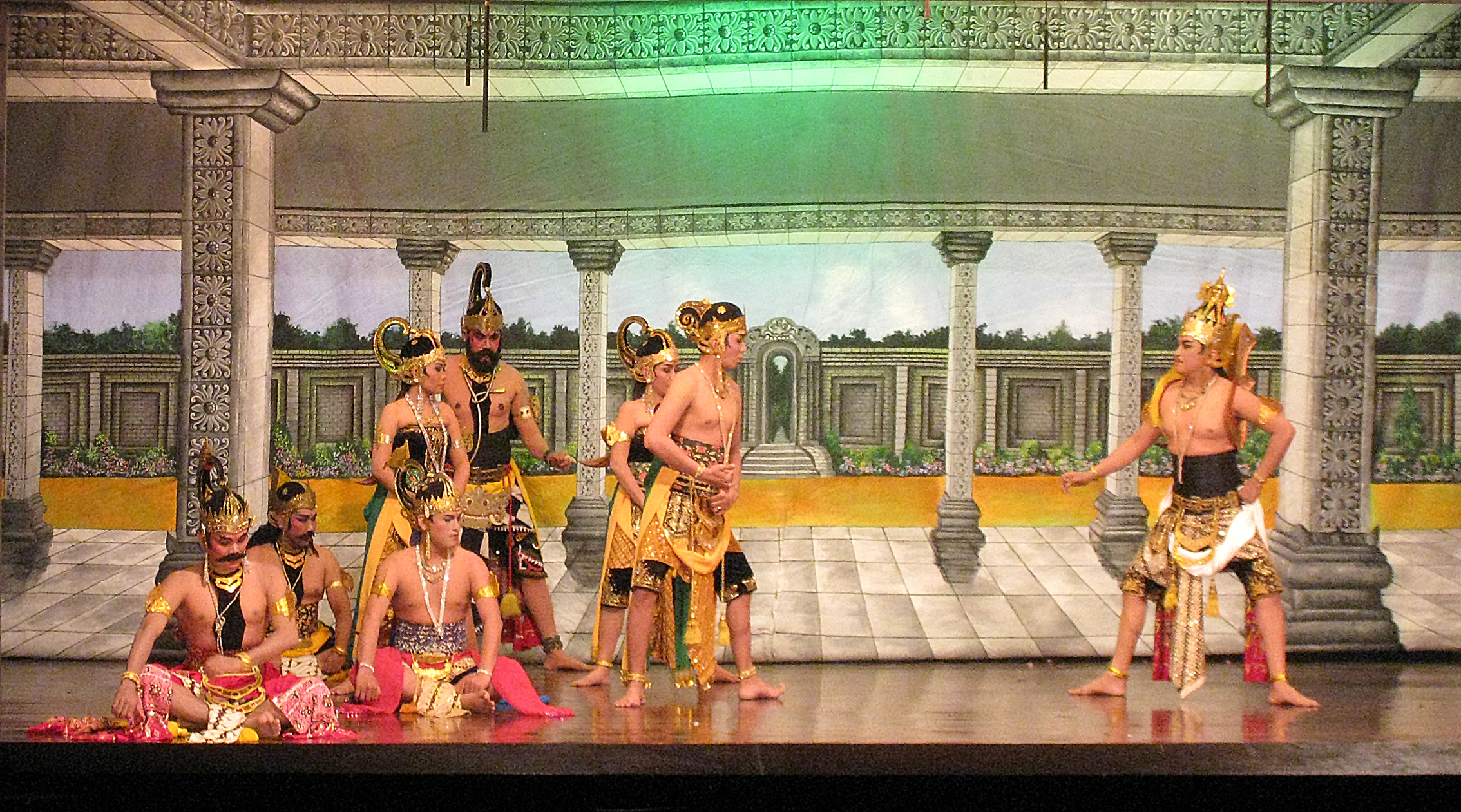
Wayang wong im Orang Bharata-Theater Jakarta. Rechts Krishna

Andere, heute weiter verbreitete Varianten wie der ostjavanische Wayang topeng oder der Tari Topeng (mit Orchesterbegleitung) arbeiten nicht mit Puppen. sondern mit Masken. Die unmaskierten Schauspieler des klassischen, im 18. Jahrhundert in Yogyakarta entstandenen Wayang wong-Tanztheater Javas und Balis präsentieren Stoffe aus dem Mahabharata, Ramayana oder (auf Lombok) aus dem Serat-Menak-Sasak-Sagenkreis der Insel.

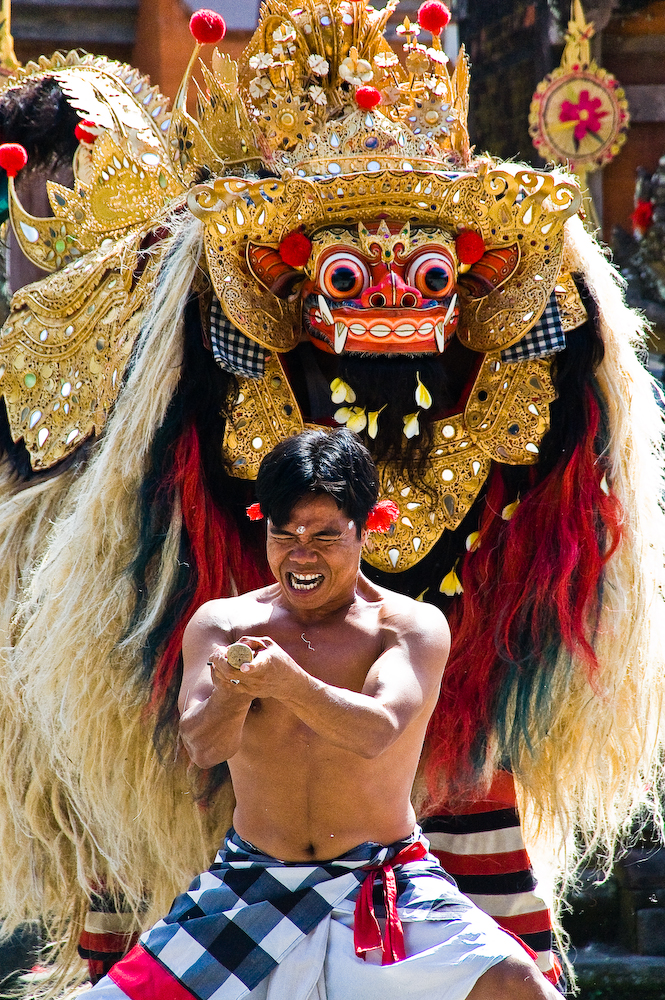
Barong und einer seiner Kämpfer mit Kris

Beim balinesischen Barong-Tanz mit einer Löwenmaske, der auf animistische Traditionen zurückgeht, verschmilzt oft die Distanz zwischen Ausführenden und Zuschauern. Der Tempel Pura Puseh in Batubulan ist bekannt für seine täglichen Barong-Vorführungen. Gelegentlich kommt es beim Barong, bei dem es um den Kampf der von Löwen repräsentierten guten Geister und ihren bewaffneten Anhängern gegen die Königin der bösen Geister geht, zu Verletzungen mit dem Kris.

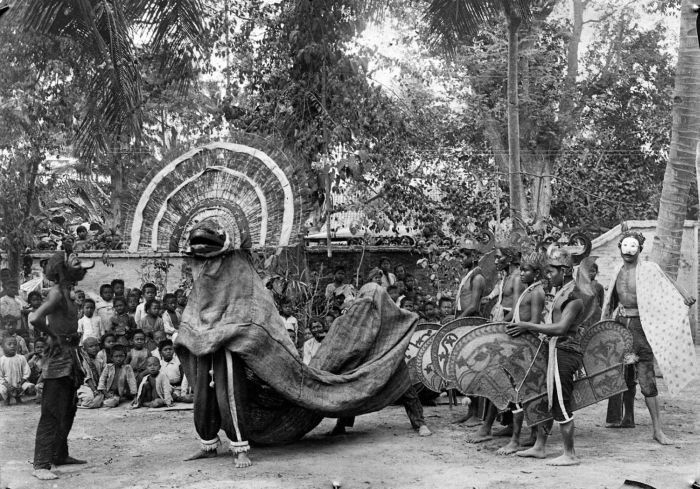
Reog-Tänzer in Ponorogo, ca. 1920

Hudoq ist ein Maskentanz der Dayak im östlichen Borneo, der der Abwehr böser Geister dient, die die Ernte schädigen, aber auch Elemente der Ahnenverehrung beinhaltet. Der Reog ist ein mystischer Trance-Tanz mit einem löwenköpfigen, mit Pfauenfedern geschmückten Haupttänzer (Singo Barong), der eine Königin symbolisiert. Er wird auch heute noch in Ponorogo (Ostjava) aufgeführt. Der Haupttänzer trägt die schwere Maske nur mit den Zähnen. Andere Tänzer, die auf Bambuspferden reiten, verkörpern Krieger. Es wird angenommen, dass der Tanz im 15. Jahrhundert entstand, um Hindu-Traditionen und die sexuelle Toleranz gegen die Islamisierung zu bewahren. Während der antikommunistischen Massaker in Indonesien 1965/66 verfolgten und töteten Islamisten viele Reog-Tänzer wegen Päderastie. Von javanischen Auswanderern wurde der Reog auch nach Malaysia gebracht.
Der Ludruk ist eine angeblich seit dem 13. Jahrhundert existierende Form des komödiantischen Dialogs im Dialekt von Ostjava. Relativ jung ist der Ketoprak, eine Form des javanischen Wandertheaters mit Improvisation, Gesang und Begleitung durch Idiophone und Metallophone. Erst im 20. Jahrhundert entstanden der Randai, ein mit Musik und Kampfsport verbundenes Genre aus Westsumatra, bei dem auch Frauen mitwirken, sowie der balinesische Kecak, ein Tanzdrama auf Basis des Ramayana-Epos.
Wayang und Wayang golek sowie der Kris gehören zum immateriellen indonesischen Kulturerbe. Viele der traditionellen oder auch neueren Tanztheaterformen haben jedoch im Zeitalter der Popmusik an Bedeutung verloren. Der Ketoprak fand als humoristisches Genre Einzug ins Fernsehen.

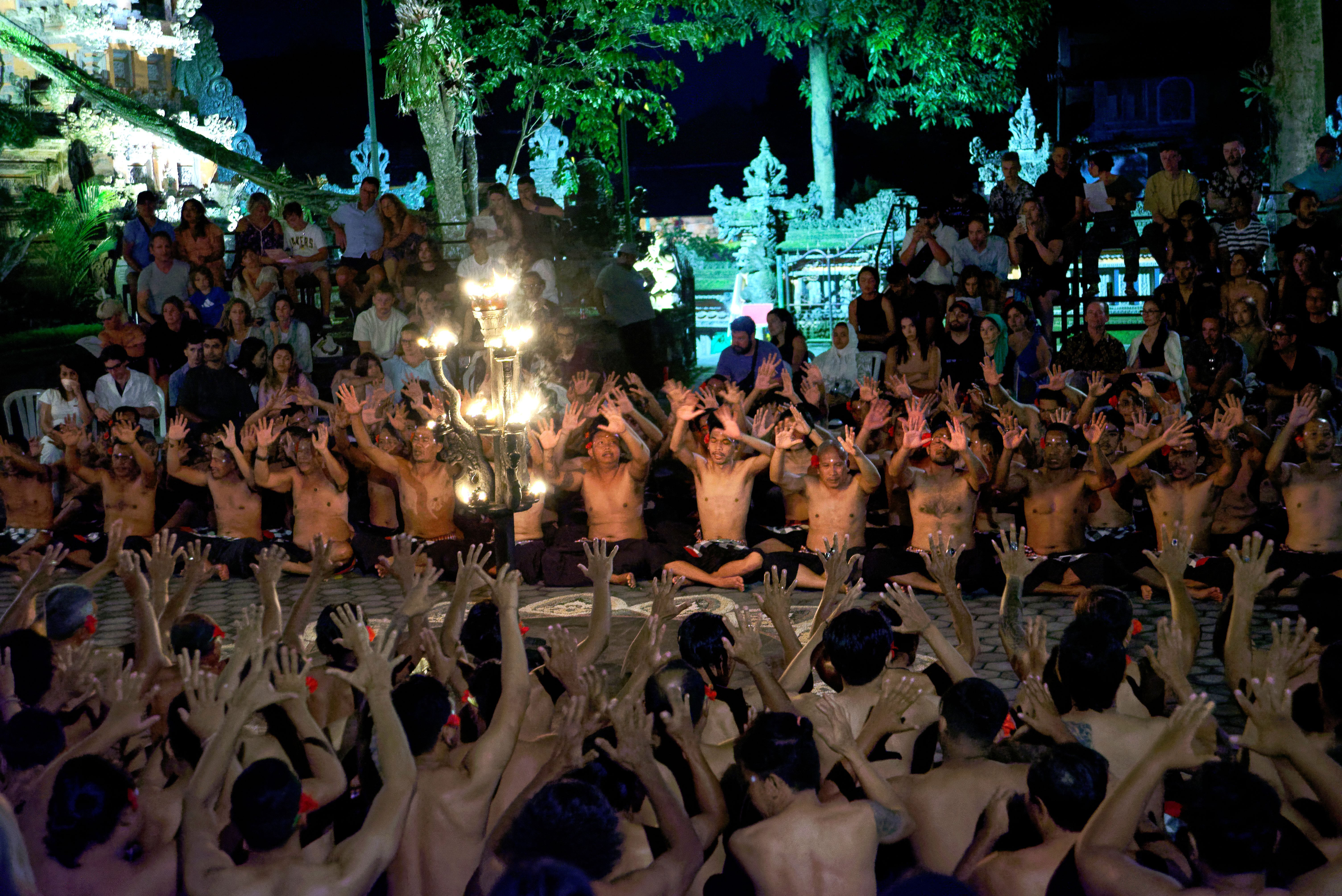
Kecak-Kreistanz der Männer in Ubud

### Modernes Theater
Ende des 19. Jahrhunderts entstand die Komedi stambul, eine Form des populären Musiktheaters, das nahöstliche Musik mit malayischen, chinesischen und europäischen Einflüssen verband. Im 20. Jahrhundert ging der Anteil der Musik zurück, während der Sprachanteil und der Einfluss des europäischen Dramas stiegen (Toneel).
In den 1960er und 70er Jahren entwickelte sich das moderne indonesische Theater, das sich mit Elementen des traditionellen (Wander-)Theaters verband. Die 1950 gegründete linksnationalistische Künstlervereinigung Lekra begründete ein Volkstheater mit sozialrealistischem und aufklärerischem Anspruch. Zu den Wegbereitern des Theaters und des modernen Fernsehens in Indonesien gehörten Umar Kayam (1932–2002), Arifin C. Noe und vor allem Willibrordus S. Rendra, der mit seinen gesellschaftskritischen Stücken eine Synthese aus antiken und westlichen sowie lokalen Traditionen anstrebte. Er erschloss unter anderem die Werke von Sophokles, William Shakespeare, Federico García Lorca, Bertolt Brecht und Samuel Beckett für das indonesische Publikum. Zeitweise wurden seine Stücke unter der Diktatur Suhartos verboten; er erhielt ein Aufführungsverbot.
Seit den 1990er Jahren verloren immer mehr Theaterleute den Kontakt zu den ländlichen Wurzeln des indonesischen Theaters und widmeten sich wie Boedi S. Otong, der auch in der Schweiz arbeitete, städtischen Themen, die sie teils in minimalistischer Weise bearbeiteten. Der Widerstand gegen die Diktatur Suhartos führte in den 1990er Jahren zur Entwicklung eines politischen Stegreif-Straßentheaters, das nach dem Sturz Suhartos von Gruppen wie Taring Padi unterstützt wurde.
Noch immer gibt es in Indonesien keine modernen Spielstätten. Gespielt wird in Sporthallen oder unter freiem Himmel. Durch die „Arabisierung“ des toleranten indonesischen Islams wird die Verwendung von traditionellen Masken und Kostüme heute immer häufiger angefeindet.

## Malaysia
Die Theatertradition hat viele gemeinsame Züge mit der Indonesiens, vor allem mit dem Theater Sumatras. Die traditionelle malayische Oper, der Bangsawan (abgeleitet von Adel), der auch aus Sumatra bekannt ist, behandelt die Heldentaten von Nobilitäten wie die des mythischen Kriegers Hang Tuah oder des Königs Sang Nila Utama aus dem 14. Jahrhundert. Dies erfolgt oft in komödiantischer Form. Blütezeit des Bangsawan, der auch indische und englische Einflüsse aufnahm, war die Epoche um 1900. Wichtigstes Begleitinstrument ist die doppelseitige Kendang-Trommel.
Am bekanntesten ist jedoch das traditionelle Mak-yong-Tanzdrama aus Kelantan im Norden Malaysias, das sich vor allem durch mündliche Überlieferung erhalten hat. Bis in die 1920er Jahre stand es unter dem Patronat des Sultans von Kelantan, danach wurde es in weniger aufwändiger folkloristischer Form praktiziert. 1991 wurde es von der Regierungspartei wegen seiner animistischen, buddhistischen und hinduistischen Elemente verboten und ist derzeit im Niedergang begriffen. Animistische Geisteraustreibungs- und Heiltänze (Main puteri) werden noch in Sabah und Sarawak praktiziert und haben auch das Theater auf der malayischen Halbinsel beeinflusst.

## Iran
Das altpersische Theater war ein höfisches Zeremonialtheater, das der Glorifizierung von Helden und Legenden diente. Schon Herodot von Halikarnassos berichtete darüber.

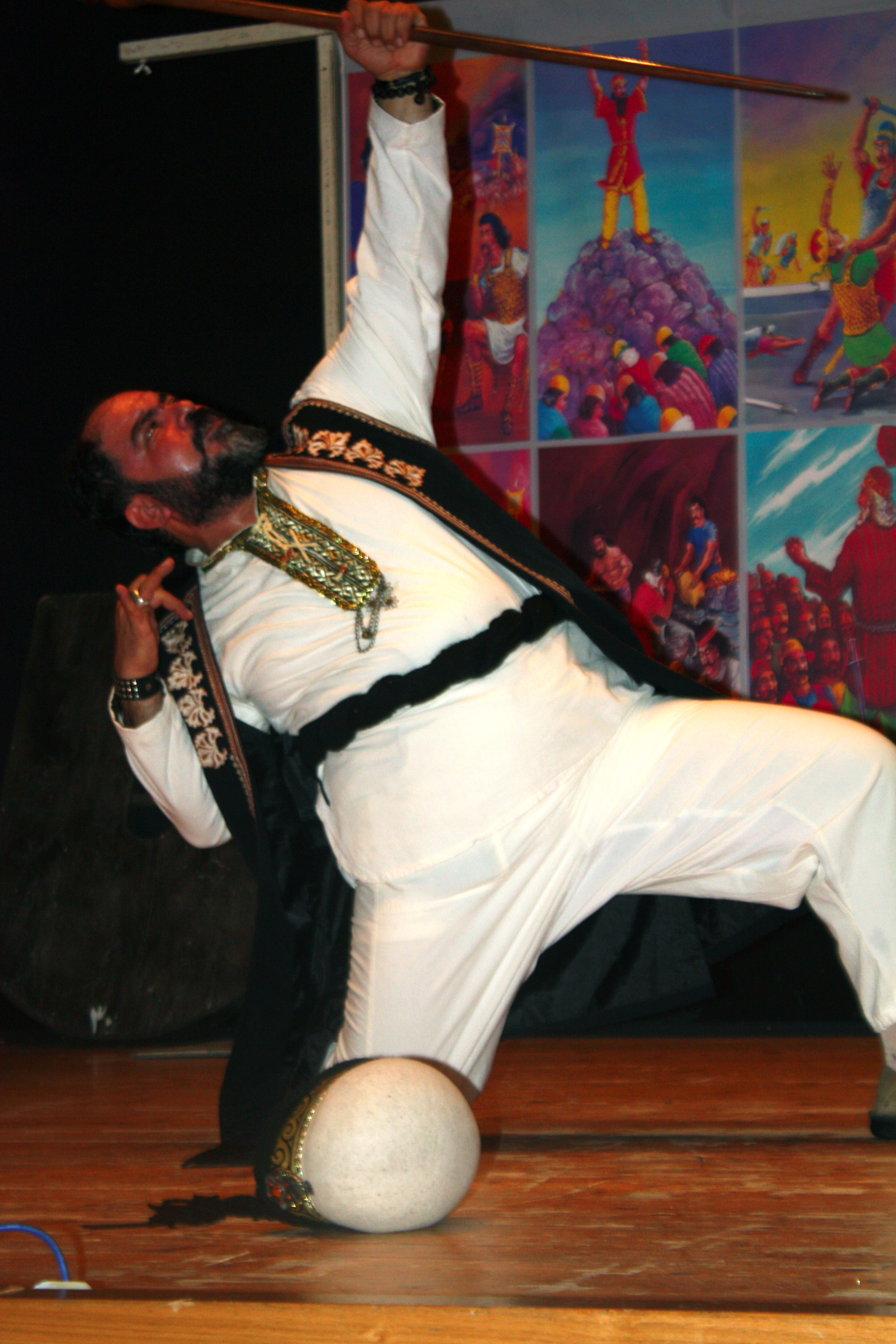
Ein Naqqāl, Geschichtenerzähler und Tänzer beim Naqqāli

Eine der ältesten Theaterformen ist das Naqqāli, bei dem Männer und Frauen gleichzeitig auftreten können. Aufgeführt wurde es in Kaffeehäusern auch vor gemischtgeschlechtlichem Publikum. Später entwickelten sich vielfältige Theaterformen vom epischen Gesang oder Vortrag über das religiöse Märtyrerdrama der Schiiten (Ta'zieh), das einen ganzen Tag lang unter freiem Himmel aufgeführt wird, bis hin zur volkstümlichen Clownerie (Siah-Bazi), zum Improvisationstheater Ru Howzi und zum Schatten- und Puppenspiel.
Unter der Dynastie der Kadscharen (1779–1925) intensivierte sich der kulturelle Austausch mit Europa. Als Folge dessen wandelt sich das iranische Theater in Inhalt und Form. Schauspiel-Salons und Bühnen wurden vorrangig für die gehobene Gesellschaftsschicht gegründet. „Der Minister von Lankaran“ ist das erste im Stile westlichen Theaters verfasste iranische Theaterstück. Es wurde Mitte des 19. Jahrhunderts auf Aserbaidschanisch durch den im seinerzeit russischen Teil Aserbaidschans aufgewachsenen Mirza Fathali Akhundzadeh (Mirza Feth Ali Akhondzâdé, 1812–1878) verfasst, der mit europäischer Literatur vertraut war, und von Mirza Jafar Gharachehdaghi (Karajahdaghi) ins Persische übertragen. Gharachehdaghi übersetzte auch populäre Stücke aus dem Türkischen ins Persische.
1939 wurde die erste Schauspielschule im Iran eröffnet. Die 1960er Jahre brauchten einen großen Aufschwung des iranischen Theaters, wobei moderne europäische Stücke mit traditionellen Techniken und Puppenspiel dargeboten wurden. Die Islamische Revolution unterbrach zunächst viele kulturellen Traditionen. Viele Autoren, Regisseure und Schauspieler wie Bahram Beyzai gingen ins Ausland.
Heute sind europäische Werke im Iran sehr beliebt und ziehen wie auch die moderne Performance-Bewegung oft mehr Zuschauer an als traditionelle iranische Vorstellungen. Die Zensur wacht darüber, dass Frauen Kopftücher tragen und sich auf der Bühne nicht mit Männern berühren, greift aber inhaltlich nur selten ein. Eine der Schlüsselfiguren des modernen iranischen Theaters, der Dramatiker und Regisseur Hamid Pourazari, wurde 2022 verhaftet, weil auf einem Video einer Straßenperformance Frauen ohne Kopfbedeckung zu sehen sind.
Es gibt jährlich mehrere große Theaterfestivals im Iran, drunter das Fajr International Theater Festival. Das Pejvak-Ensemble arbeitet ausschließlich mit Schauspielern mit Behinderung.

## Pakistan
Das Theater Pakistans ist sowohl vom traditionellen persischen als auch vom indischen Theater der Moghulzeit beeinflusst. Aus Persien stammen Passionsstücke über den Märtyrertod Husains in der Schlacht von Kerbala oder Romanzen wie Heer Ranjha von Wariz Shah (1722–1798). Diese erfreuen sich noch heute großer Beliebtheit. Das moderne Theater mit von Moslems und Hindus verfassten Stücken in Urdu entwickelte sich in der britischen Kolonialzeit in den 1850er Jahren am Hof von Lakhnau. 1855 verfasste Agha Hasan Amanat das erfolgreiche Tanzdrama Indrasabha (“Der himmlische Hof von Indra”), das in viele Regionalsprachen übersetzt wurde. In Ost-Pakistan, dem heutigen Bangladesch, wurden vor und nach der Teilung Britisch-Indiens Stücke in Bengali aufgeführt.
Zu den erfolgreichen parsischen Dramatikern zählt vor allem Agha Hashr (1876–1935), der sowohl realistische Dialoge im Bordell verfasste als auch Stücke von Shakespeare adaptierte.
Ein Zentrum des kommerziellen Theatergeschehens ist seit den 1980er Jahren Lahore, wo sogar Kinos in Theater umgewandelt wurden. Wegweisend ist das unabhängige Ajoka-Theater, das Tradition mit modernen Techniken und sozialem Anspruch verbindet.
Viele pakistanische Autoren arbeiten sowohl für das Theater als auch für das Fernsehen. Heftige Kritik an den teils vulgären Stoffen kommt immer wieder von religiöser Seite.

## Myanmar

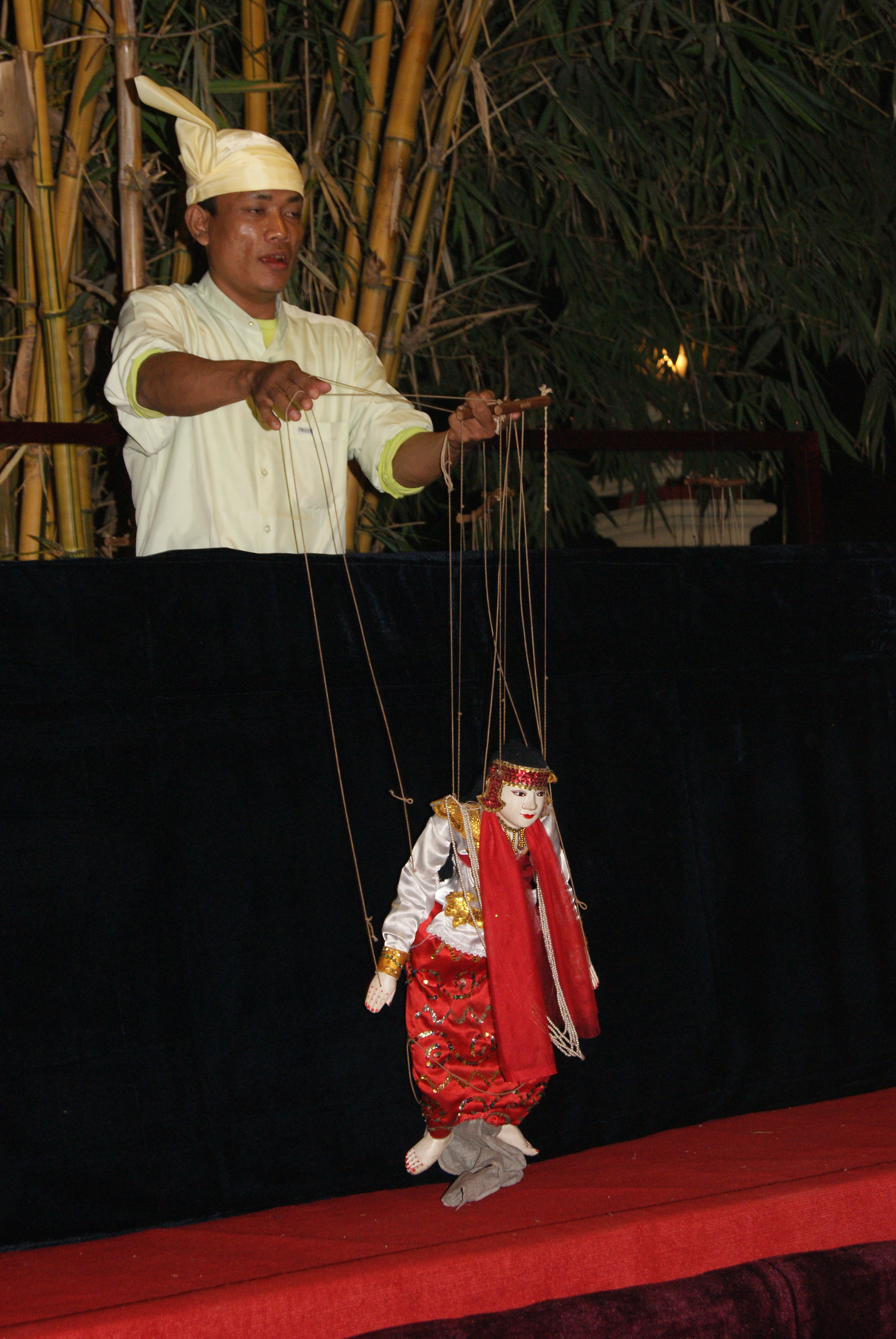
Marionettenvorführung in einem Restaurant in Mandalay

Das pwe-Theater Myanmars behandelt oft Themen aus den Jatakas. Es existiert in vielfältigen Formen. Während in anderen südostasiatischen Ländern Stab- und vor allem Schattenpuppen dominieren, sind in Myanmar Schnurpuppen (Marionetten) anzutreffen. Das birmanische Marionettentheater Yoke thé unterscheidet sich dadurch von den Puppentheatern der Nachbarländer. Sein Ursprung geht bis in das 15. Jahrhundert zurück. Als Wandertheater diente es immer auch der Vermittlung buddhistischer Ethik. Seine Blütezeit erreichte das Marionettentheater während der Konbaung-Dynastie (1752–1885), danach verlor es rasch an Bedeutung. Als Sänger und Puppenspieler waren bis ins 20. Jahrhundert nur Männer zugelassen.
Nach der Unabhängigkeit Birmas 1948 wurde das Marionettentheater als Medium zur Stärkung des Nationalgefühls und seit dem Militärputsch 1988 zur politischen Erziehung eingesetzt. Heute führt es in Konkurrenz zu Kino und Videofilmen nur noch ein Schattendasein, wird aber an touristischen Orten wieder gepflegt.

## Thailand

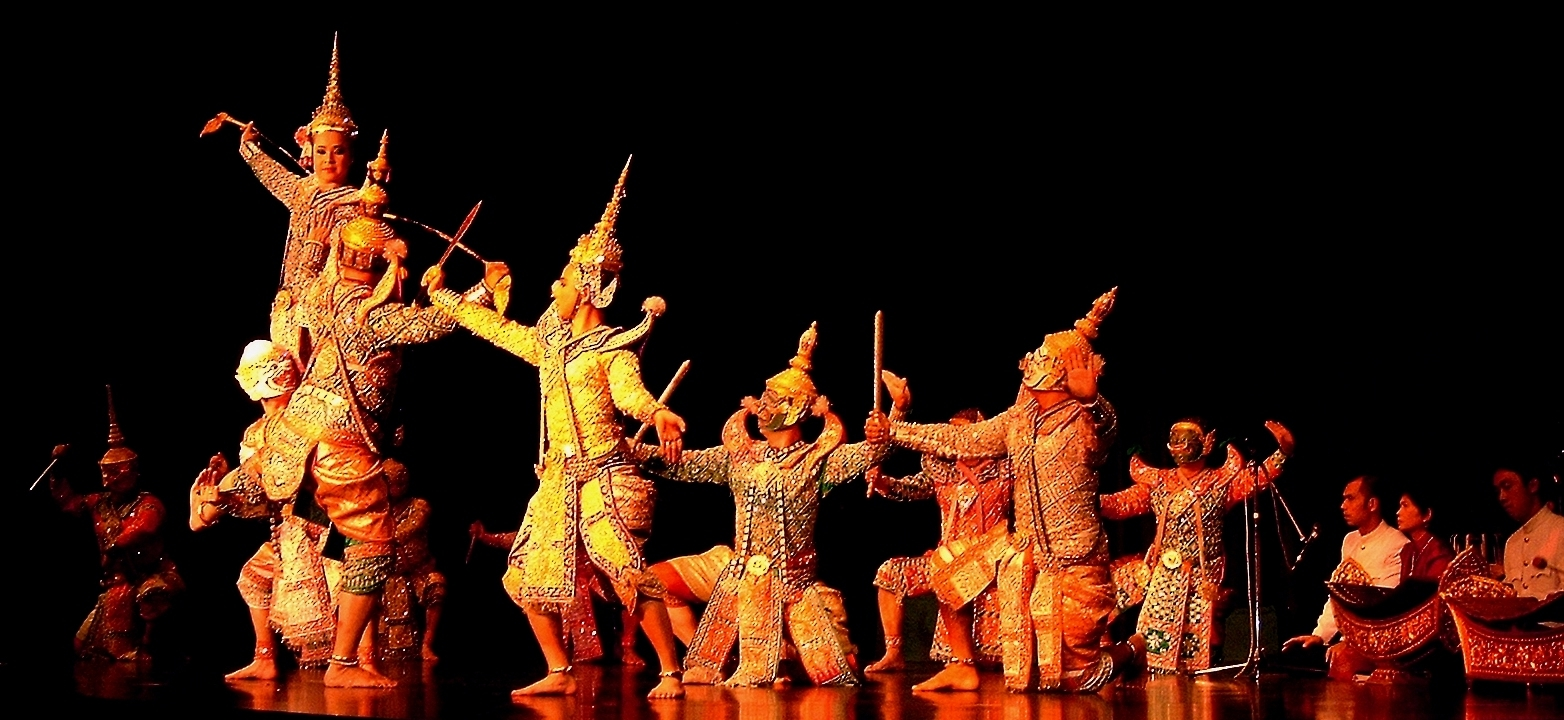
Khon-Aufführung in Frankfurt am Main (2006)

Das Theater in Thailand erfuhr einen ersten Aufschwung im Königreich Ayutthaya. Das traditionelle thailändische Theater umfasst viele Hauptformen. Khon ist ein ursprünglich wohl aus dem 16. Jahrhundert stammender, vom Hinduismus beeinflusster Maskentanz, in dem Szenen aus dem Nationalepos Ramakian der thailändischen Version des Ramayana am Hof ursprünglich nur von jungen Frauen, seit etwa 1900 auch von Puppen aufgeführt werden. Die Masken sind ausdruckslos, so dass die Bewegungsabläufe im Mittelpunkt stehen. Die auf Stäben geführten Puppen müssen von bis zu drei versierten Puppenspielern gleichzeitig bedient werden. Hanuman und Phra Ram, die Affengötter und -krieger, die früher auch von Männern gespielt wurden, sind wichtige Figuren des Khon. Seit König Rama IV. (1851–1868) wurde es breiteren Bevölkerungsschichten zugänglich, heute wird es jedoch fast nur noch am Nationaltheater in Bangkok aufgeführt.

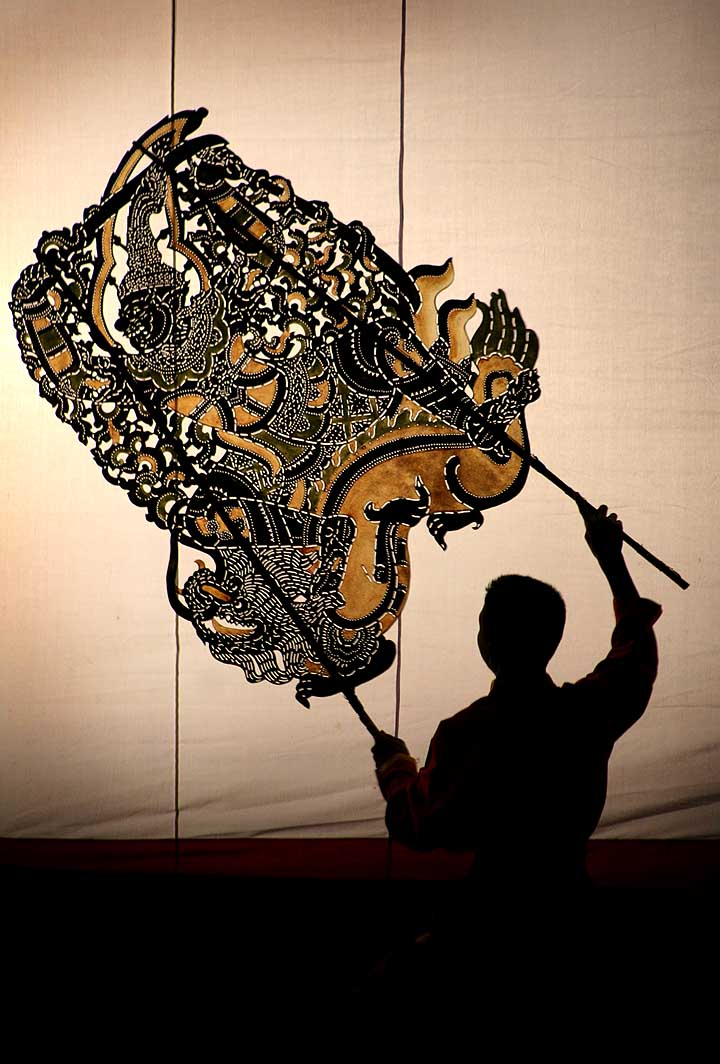
Nang-Yai-Puppe, häufig aus Kuhfell und Rattan hergestellt

Lakhon Nok heißt eine lebhaftere, säkulare und volkstümliche Form des Tanzdramas aus dem Königreich Ayutthaya, bei dem lokale Geschichten erzählt werden. (Heute heißen auch die TV-Seifenopern so.) Die Tanzeinlagen dienen nur zur dramatischen Steigerung des Geschehens. Das Lakhon Nok hat sich aus dem Lakhon Jatri entwickelt, der ältesten Form des Tanzdramas, die um die Person Buddhas kreist. Manohra ist der Name eines volkstümlichen Tanzepos aus dem Süden Thailands, das zum Typ des Lakhon Jatri gehört. Das Lakhon Bassak kam im 20. Jahrhundert aus Kambodscha und ist auch von der Peking-Oper beeinflusst. Das Lakhon Lek ist ein traditionelles Puppentheater, das Nang Talung eine Form des Schattenspiels, das der Landbevölkerung im Süden zur Unterhaltung an Festtagen oder bei Familienfeiern diente.
Nang Yai ist ein altes Schattenspiel, das im Zentrum des Landes gepflegt wird und bei dem Bildtafeln verwendet werden.

## Kambodscha
Das Theater Kambodschas stammt aus der Zeit des alten Khmer-Reichs, wurde aber im 19. Jahrhundert stark von thailändischen Vorbildern beeinflusst. Am Königshof wurde das Tanztheater in Form des raffinierten Lakhon Preah Reach Trop gepflegt. Etwas schlichter ist der Maskentanz Lakhon Khol. Der dramatische Lakhon Pol Srey wird nur von Frauen getanzt. Lakhon Nang Sbek ähnelt dem mit Figurenplatten gespielte alten Khmer-Schattentheater Sbek thom, das auch das thailändische Schattentheater beeinflusst hat. Yike ist ein volkstümliches Theater, in dem Episoden aus Buddhas Leben dargestellt werden.

## Vietnam

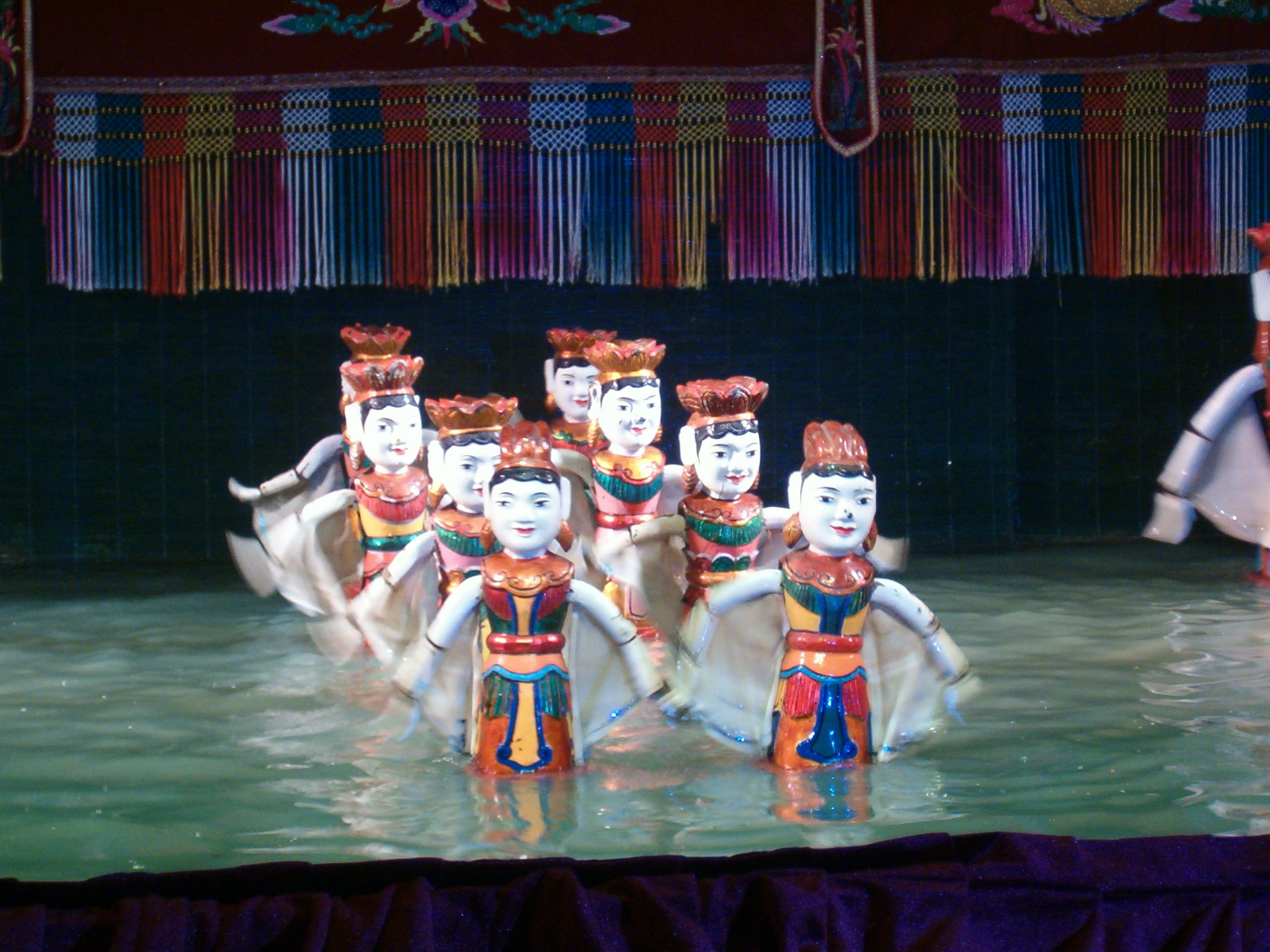
Vietnamesisches Wasserpuppentheater: Tanz der Wasserfeen

Eine traditionelle Kunstform, die es seit etwa 1000 Jahren nur in Vietnam gibt, ist das Wasserpuppentheater, bei dem verdeckte Akteure hinter der Bühne mit langen Stangen unterhalb der Wasseroberfläche 30 bis 70 Zentimeter große Wasserpuppen handhaben, die oberhalb der Wasseroberfläche agieren. Neuere Formen des Schauspiels und Musiktheaters sind von denen der Nachbarländer China, Thailand und Kambodscha beeinflusst.
- Siehe auch Kultur Vietnams#Theater

## Asiatisches Theater in den USA
Seit den 1960er und 1970er Jahren hat das asiatische Theater auch in den USA Fuß gefasst. Heute gibt es zahlreiche asiatisch-amerikanische Schauspiel- und Tanzgruppen vor allem an der Westküste und in New York City. Ein Pionier des modernen japanisch-amerikanischen Theaters war Hiroshi Kashiwagi (1922–2019).